# Hessemydas seyrigi
Hessemydas seyrigi är en tvåvingeart som först beskrevs av Seguy 1960.  Hessemydas seyrigi ingår i släktet Hessemydas och familjen Mydidae.
Artens utbredningsområde är Madagaskar. Inga underarter finns listade i Catalogue of Life.